# Giải của Hội phê bình phim Boston cho nữ diễn viên phụ xuất sắc nhất
Giải của Hội phê bình phim Boston cho nữ diễn viên phụ xuất sắc nhất là một trong các giải của Hội phê bình phim Boston dành cho nữ diễn viên đóng vai phụ trong một phim, được bầu chọn là xuất sắc nhất. Giải này được lập từ năm 1990.
Dưới đây là danh sách những người đoạt giải:

### Thập niên 1990
| Năm  | Người đoạt giải      | Phim                       | Vai diễn             |
| ---- | -------------------- | -------------------------- | -------------------- |
| 1990 | Jennifer Jason Leigh | Last Exit to Brooklyn      | Tralala              |
| 1990 | Jennifer Jason Leigh | Miami Blues                | Susie Waggoner       |
| 1991 | Mercedes Ruehl       | The Fisher King            | Anne Napolitano      |
| 1992 | Không có thông tin   | Không có thông tin         | Không có thông tin   |
| 1993 | Rosie Perez          | Fearless                   | Carla Rodrigo        |
| 1994 | Kirsten Dunst        | Interview with the Vampire | Claudia              |
| 1994 | Kirsten Dunst        | Little Women               | Amy March (young)    |
| 1995 | Joan Allen           | Nixon                      | Pat Nixon            |
| 1996 | Courtney Love        | The People vs. Larry Flynt | Althea Leasure-Flynt |
| 1997 | Sarah Polley         | The Sweet Hereafter        | Nicole Burnell       |
| 1998 | Joan Allen           | Pleasantville              | Betty Parker         |
| 1999 | Chloë Sevigny        | Boys Don't Cry             | Lana Tisdel          |

### Thập niên 2000
| Năm  | Người đoạt giải   | Phim                       | Vai diễn            |
| ---- | ----------------- | -------------------------- | ------------------- |
| 2000 | Frances McDormand | Almost Famous              | Elaine Miller       |
| 2001 | Cameron Diaz      | Vanilla Sky                | Julie Gianni        |
| 2002 | Toni Collette     | The Hours                  | Kitty               |
| 2003 | Patricia Clarkson | Pieces of April            | Joy Burns           |
| 2003 | Patricia Clarkson | The Station Agent          | Olivia Harris       |
| 2004 | Laura Dern        | We Don't Live Here Anymore | Terry Linden        |
| 2004 | Sharon Warren     | Ray                        | Aretha Williams     |
| 2005 | Catherine Keener  | Capote                     | Harper Lee          |
| 2006 | Shareeka Epps     | Half Nelson                | Drey                |
| 2007 | Amy Ryan          | Gone Baby Gone             | Helene McCready     |
| 2008 | Penélope Cruz     | Vicky Cristina Barcelona   | María Elena         |
| 2009 | Mo'Nique          | Precious                   | Mary Lee Johnston † |

### 2010s
| Năm  | Người giành giải | Phim        | Vai diễn          |
| ---- | ---------------- | ----------- | ----------------- |
| 2010 | Juliette Lewis   | Conviction  | Roseanna Perry    |
| 2011 | Melissa McCarthy | Bridesmaids | Megan             |
| 2012 | Sally Field      | Lincoln     | Mary Todd Lincoln |
| 2013 | June Squibb      | Nebraska    | Kate Grant        |
| 2014 | Emma Stone       | Birdman     | Sam Thomson       |